# Sten Wahlund (statistiker)
Sten Gösta William Wahlund, född 6 mars 1901 i Bollnäs, död 6 juli 1976 i Uppsala, var en svensk professor i statistik, rasforskare och politiker (bondeförbundare/centerpartist). Han var far till operasångaren Sten Wahlund.
Wahlund var statistiker vid Statens institut för rasbiologi där han var verksam vid kartläggningen av den svenska samebefolkningen. Sten Wahlund präglade under sitt arbete med rasforskning begreppet ”the Wahlund effect” )(”Wahlund variance”), som har blivit en standardmetod för att beskriva strukturerade populationer, och än i dag är vanlig i populationsgenetiska texter och läroboksavsnitt.
1936 tillträdde Sten Wahlund som ledamot i den av Stockholms stadskollegium nyinrättade Stockholms stadskollegiums Handbokskommitté (idag Kommittén för Stockholmsforskning) tillsammans med Gustaf Ahlbin, riksarkivarien Bertil Boëthius, Nils Ahnlund, borgarrådet Oscar Larsson och Fredrik Ström. Han var professor i statistik vid Stockholms högskola 1938–53. Wahlund var medlem av 1941 års befolkningsutredning, där han förespråkade införande av allmänna barnbidrag.
Han var ledamot av riksdagens första kammare 1944–58 och tillhörde från sommarriksdagen 1958 till och med 1970 andra kammaren, i valkretsen Uppsala län. Wahlund var kampanjledare för linje 2 i folkomröstningen i pensionsfrågan 1957. Han var även expert på biståndsfrågor och tillhörde den svenska FN-delegationen samt styrelsen för NIB (senare Sida).
Wahlund medverkade i Bondeförbundets valfilmer Vi på Vallberga (1944) och De unga tar vid (1946).
Wahlund invaldes 1941 som ledamot av Ingenjörsvetenskapsakademien.